# Princesse Tokushi
La princesse Tokushi (篤子内親王, Tokushi naishin'nō) (1060 – 30 octobre 1114) est une princesse devenue impératrice consort de l'empereur Horikawa. Quatrième fille de l'empereur Go-Sanjō, elle est donc la tante paternelle de son mari.

## Source de la traduction
- (en)/(ja) Cet article est partiellement ou en totalité issu des articles intitulés en anglais « Princess Tokushi » (voir la liste des auteurs) et en japonais « 篤子内親王 » (voir la liste des auteurs).